# Dadaab
Dadaab è una città del Kenya situata nella contea di Garissa. Ospita cinque campi profughi gestiti dall'UNHCR, per un totale di oltre 1 045 397 persone nel maggio 2024. Nel 2013, i governi di Kenya e Somalia hanno firmato un accordo per facilitare il rimpatrio dei profughi situati nel complesso.

## Posizione geografica
Il campo è situato a circa 80 km dal confine Somalo. Fino a poco tempo fa, la popolazione locale era tradizionalmente composta da nomadi e pastori somali, proprietari di cammelli e capre. La città più vicina è Garissa, sede della Provincia Nordorientale.

## Base dell'UNHCR
Dadaab è di fatto un'enorme campo profughi, una base dell'UNHCR, un campo che circonda le città di Hagadera, Dagahaley e Kambios. L'organizzazione umanitaria CARE è il partner responsabile della gestione del campo per conto dell'UNHCR. Gran parte dell'economia delle tre città è incentrata sui servizi ai residenti dei campi profughi che coprono complessivamente una superficie totale di 50 km². A partire dal maggio 2015, è diventato di fatto la quarta città più abitata del Kenya, e i suoi cinque campi costituiscono collettivamente l'insediamento di rifugiati più grande del mondo.
Dadaab ospita migliaia di persone fuggite dai conflitti presenti in Africa Orientale. La maggior parte si è qui stabilita a causa della guerra civile che attualmente devasta il sud della Somalia: sono soprattutto somali, ma vi sono anche diversi gruppi di minoranze, tra cui i Bantù. La maggior parte di loro è emigrata dal sud della Valle del Jubba e dalla regione del Ghedo, mentre il resto è giunto da Kismayo, Mogadiscio e Bardera. Nel 1999, il Dipartimento di Stato degli Stati Uniti ha classificato i rifugiati Bantù come priorità, attivando, così come è stato descritto, il piano di reinsediamento più ambizioso mai progettato in Africa: migliaia di Bantù di Dadaab sono in attesa per essere trasferiti negli Stati Uniti d'America.
I campi di Dadaab: Ifo, Dagahaley, e Hagadera vennero costruiti nei primi anni novanta. Il campo di Ifo venne inizialmente colonizzato dai profughi fuggiti dalla guerra civile in Somalia. Come la popolazione dei campi cresceva, l'UHNCR si impegnò a migliorare le loro condizioni. Per questo prese contattò, sia con l'architetto tedesco, Werner Shellenberg, progettista del campo Dagahaley, che con l'architetto svedese Peter Iwansson, progettista del campo di Hagadera. Per molti anni i campi sono stati gestiti dalla CARE, mentre la gestione ambientale e lo smaltimento dei rifiuti dalla GTZ.
La deforestazione ha avuto un effetto negativo sulla vita dei residenti della città e dei campi. Nonostante si sia consigliato i rifigiati di rimanere nel campo, le donne e ragazzi spesso si avventurano alla ricerca di legna e acqua, con il rischio che possano essere aggredite e/o violentante nel percorso da e verso il campo.
Nel 2006, diverse inondazioni colpirono gravemente la regione. Vennero distrutte circa 2.000 abitazioni presenti nel campo profughi di Ifo, costringendo al trasferimento di più di 10.000 persone. L'unica strada di accesso al campo e per la città venne interrotta a causa delle inondazioni, di fatto impedendo ai rifugiati l'accesso ai rifornimenti essenziali. Le agenzie umanitarie presenti nella zona hanno intensamente collaborato per rifornire la zona devastata, di cibo, acqua e logistica. Nel corso del 200, grazie allo sforzo del Consiglio dei Rifugiati Norvegese, il campo di Ifo 2 venne ampliato. Tuttavia, problemi legali sorti con il governo keniano ha impedito, fino al 2011, la sua completa riapertura, e conseguente reinsediamento della popolazione. Con gli altri campi al limite delle loro capacità, le ONG hanno comunque lavorato intensamente per migliorare le condizioni di vita. Tuttavia, anche in questo caso, sono mancati gli strumenti per risolvere problemi complessi, e poche sono state le innovazioni per migliorare le condizioni dei rifugiati. Vi sono comunque stati risolti diversi problemi, come il potenziamento e l'espansione dei processi per le infrastrutture di comunicazione, la gestione ambientale e la progettazione.
Nel 2011, l'Africa Orientale venne colpita da una grave siccità, provocando un drammatico aumento della popolazione dei campi. Si stima che nel luglio 2011 giungevano ai campi più di 1.000 persone al giorno, con un disperato bisogno di assistenza. L'enorme afflusso di persone mise pesantemente sotto pressione le risorse della base: per esempio la capacità dei campi in condizioni normali era di circa 90.000 persone, mentre nel luglio 2011 venivano ospitati ben 439.000 persone. Secondo le stime dell'l'UNHCR e dei Medici Senza Frontiere, il numero di rifugiati avrebbe dovuto salire, entro la fine del 2011, a 500.000 persone. Secondo la Federazione Mondiale Luterana, grazie alle operazioni militari nelle zone di conflitto della Somalia meridionale e al progressivo aumento delle operazioni di soccorso, iniziate nel dicembre 2011, hanno notevolmente ridotto il movimento dei migranti verso Dadaab, smentendo le previsioni più pessimistiche. Inoltre, una serie di previsioni meteorologiche che hanno superato le aspettative più ottimistiche hanno migliorato le prospettive di un buon raccolto, atteso per i primi mesi del 2012.
Nel febbraio 2012 le agenzie umanitarie avevano spostato la loro attenzione sullo sforzo nella ripresa, tra cui scavare canali d'irrigazione e distribuire semi. Vennero inoltre concordate con i governi nazionali strategie a lungo termine, in collaborazione con le agenzie di sviluppo, per offrire risultati più sostenibili.
Nel novembre 2013, i Ministeri degli Esteri della Somalia e del Kenya, in collaborazione con l'UNHCR, hanno firmato a Mogadiscio un accordo trilaterale, spianando la strada per il rimpatrio volontario di cittadini somali che vivevano a Dadaab. Nel febbraio 2014, tra 80.000 e 100.000 residenti lasciarono volontariamente il campo per raggiungere la Somalia, riducendo significativamente la popolazione e di conseguenza la pressione sulle risorse della base. Altri 2.000 erano ritornati nei distretti di Luuq, Baidoa e Kismayo in Somalia meridionale, nel quadro del progetto di rimpatrio. Secondo l'UNHCR, a partire dal giugno 2015 il centro ospita 350.000 persone, l'80% dei quali donne e bambini, per il 95% di nazionalità somala. Tuttavia, la maggior parte dei profughi era rimpatriato in modo indipendente. Nel mese di aprile del 2015, il governo del Kenya ha chiesto all'UNHCR di rimpatriare, entro tre mesi, i restanti profughi in una zona apposita, situata in Somalia. Il governo federale somalo e l'UNHCR hanno poi confermato che il rimpatrio sarebbe continuato con modalità volontarie, ai sensi dell'accordo trilaterale, e che otto distretti somali, luoghi di origine della maggior parte dei profughi, erano ormai considerati sicuri per il rimpatrio.
Nel maggio 2022 un'ondata di colera travolse il campo portando alla morte centinaia di persone. Attualmente questo campo profughi è ancora in uso, con migliaia di profughi al suo interno.